# Несудимая грамота
Несуди́мая гра́мота (также «оберегательная память») — существовавший в Русском царстве вид документа, который освобождал от подсудности. Несудимые грамоты могли обеспечивать неподсудность или всем, или только некоторым судьям. Особенно часто использовались до середины XVI века.
Несудимые грамоты выдавались духовенству, служилым людям и боярам.
В несудимых грамотах, выдавашихся царями патриархам, утверждалась неподсудность людей церкви и их крестьян для суда боярского или наместнического.
До нашего времени дошло несколько десятков светских несудимых грамот, освобождавших пожалованного от любого суда, кроме суда великого князя или суда специально назначенного великим князем боярина. Такие грамоты сопровождались пожалованием земли и иммунитетом права на пожалованную землю.
Известны несудимые грамоты, выдававшиеся мордовским и татарским князьям, которые несли службу царям в составе служилых иноземцев, на право избавления от суда местных татарских феодалов.
«Стоглав» 1551 года запретил выдачу несудимых грамот (глава 67), однако известны светские несудимые грамоты начала XVII века и грамоты патриархам середины XVII века.